# جاك مارتينز
جاك مارتينز (بالإنجليزية: Jack Martins)‏ هو محامي وسياسي أمريكي، ولد في 19 يونيو 1967. حزبياً، نشط في الحزب الجمهوري. وقد انتخب عضو مجلس ولاية نيويورك.

## وصلات خارجية
- الموقع الرسمي